# Fakhreddine Rajhi
Fakhreddine Rajhi (ar. فخر الدين رجحي; ur. 3 października 1960 w Rabacie) – marokański piłkarz grający na pozycji napastnika. W swojej karierze rozegrał 13 meczów i strzelił 1 gola w reprezentacji Maroka.

## Kariera klubowa
Całą swoją karierę piłkarską Rajhi spędził w klubie Wydad Casablanca. Zadebiutował w nim w 1978 roku i grał w nim do 1994 roku. Wraz z Wydadem wywalczył cztery tytuły mistrza Maroka w sezonach 1985/1986, 1989/1990, 1990/1991 i 1992/1993 oraz trzy wicemistrzostwa w sezonach 1979/1980, 1981/1982 i 1993/1994. Zdobył też trzy Puchary Maroka w sezonach 1978/1979, 1980/1981 i 1988/1989, a także Puchar Mistrzów w 1992 i Arabski Puchar Mistrzów w 1989.

## Kariera reprezentacyjna
W reprezentacji Maroka Rajhi zadebiutował 31 stycznia 1985 w wygranym 1:0 towarzyskim meczu z Indiami, w którym strzelił gola. W 1992 roku powołano go do kadry na Puchar Narodów Afryki 1992. Na tym turnieju zagrał w jednym spotkaniu, grupowym z Zairem (1:1). Od 1985 do 1992 rozegrał w kadrze narodowej 13 meczów i strzelił 1 gola.